# دروازه‌سران
دروازه‌سران (نام علمی: Pylaecephalidae) نام یک خانواده از فروراسته دوسگ‌دندان است.